# Fractured Soul
Fractured Soul est un jeu vidéo d'action et de plates-formes développé et édité par Endgame Studios, sorti en 2012 sur Windows et Nintendo 3DS.

## Accueil
- Jeuxvideo.com : 14/20[1]
- Nintendo Life : 8/10[2]